# Tallarol de Ménétries
El tallarol de Ménétries (Curruca mystacea; syn: Sylvia mystacea) és una espècie d'ocell de la família dels sílvids (Sylviidae). El seu hàbitat el conformen arbusts, matollars i boscos d'Àsia Occidental, des del sud-est de Turquia i Orient Pròxim, cap a l'est fins a l'oest de la regió de la mar Càspia, Caucas, nord d'Iraq, oest i nord de l'Iran, Uzbekistan, Turkmenistan i Afganistan. El seu estat de conservació es considera de risc mínim.
El seu nom comú fa referència al zoòleg francès Édouard Ménétries (1802-1861).

## Taxonomia
Aquesta espècie estava classificada en el gènere Sylvia, però el Congrés Ornitològic Internacional, en la seva llista mundial d'ocells (versió 10.2, 2020) el transferí al gènere Curruca. Segons el Handook of the Birds of the World i la quarta versió de la BirdLife International Checklist of the birds of the world (Desembre 2019), aquest tàxon apareix classificat encara dins del gènere Sylvia.